# Ismael Rivera
Ismael Rivera, född 7 juli 1951, är en puertoricansk bågskytt. Han deltog vid olympiska sommarspelen 1984.